# Копйова Ніна Костянтинівна
Ніна Костянтинівна Копйова (4 лютого 1930 — 20 травня 2010) — передовик радянського сільського господарства, доярка радгоспу «Нижегородец» Дальнєкостянтинівського району Горьковської області, Герой Соціалістичної Праці (1966).

## Біографія
Народилася в 1930 році в селі Мессінговка, нині Лукояновського району Нижегородської області в селянській російській родині. 
Рано втратила батьків. Виховувалася в родині сестри, яка працювала дояркою в радгоспі "Нижегородец". У 1943 році, закінчивши навчання в початкових класах, вона пішла працювати на радгоспну ферму. П'ять років працювала телятницею. У 1948 році стала працювати дояркою.
У 1957 році продемонструвала високі результати в роботі. Надоїла 5007 літрів молока в середньому від кожної корови за рік. Вона стала в числі кращих доярок району. 
В 1965 році їй вдалося отримати 3205 літрів молока від кожної закріпленої за нею корови. Всього у її групі була 21 голова ВРХ. 
Указом Президії Верховної Ради СРСР від 22 березня 1966 року за отримання високих результатів у сільському господарстві і рекордні показники у тваринництві Ніні Костянтинівні Копйовій присвоєно звання Героя Соціалістичної Праці з врученням ордена Леніна і медалі «Серп і Молот». 
Продовжувала і далі працювати в сільському господарстві. Була нагороджена Орденами Трудового Червоного Прапора та Жовтневої Революції.
Обиралася депутатом Большепокровського сільського і Дальнєкостянтинівської районної рад депутатів. 
Померла 20 травня 2010 року. Похована на сільському цвинтарі в селі Борисово-Покровське.

## Нагороди
- золота зірка «Серп і Молот» (22.03.1966)
- два ордени Леніна (12.03.1958, 22.03.1966)
- Орден Жовтневої Революції (06.09.1973)
- Орден Трудового Червоного Прапора (23.12.1976)
- інші медалі.